# Compost Peak
Compost Peak är en bergstopp i Antarktis. Den ligger i Östantarktis. Nya Zeeland gör anspråk på området. Toppen på Compost Peak är 2 797 meter över havet, eller 8 meter över den omgivande terrängen. Bredden vid basen är 0,12 km.
Terrängen runt Compost Peak är kuperad västerut, men österut är den bergig. Trakten är obefolkad. Det finns inga samhällen i närheten.